# Campeonato de España de Vóley Playa
El Campeonato de España de Vóley Playa es el desenlace final del circuito Madison Beach Volley Tour, en el que se deciden los campeones de España, tanto masculino como femenino, de vóley playa. 
El campeonato, organizado por la Real Federación Española de Voleibol (RFEVB), se desarrolla durante 3 días, entre finales de agosto y principios de septiembre, en la Reserva del Higuerón en la localidad de Fuengirola (Málaga), desde 2013.
Los partidos se disputan al mejor de dos sets de 21 puntos con dos de diferencia sin límite de puntuación, y, en caso necesario, un set de desempate a 15 puntos con las mismas condiciones.
Los participantes con más títulos son la pareja Adrián Gavira y Pablo Herrera con 9 campeonatos cada uno de ellos y la dominadora en el lado femenino es Elsa Baquerizo con 7 campeonatos.

## Ediciones

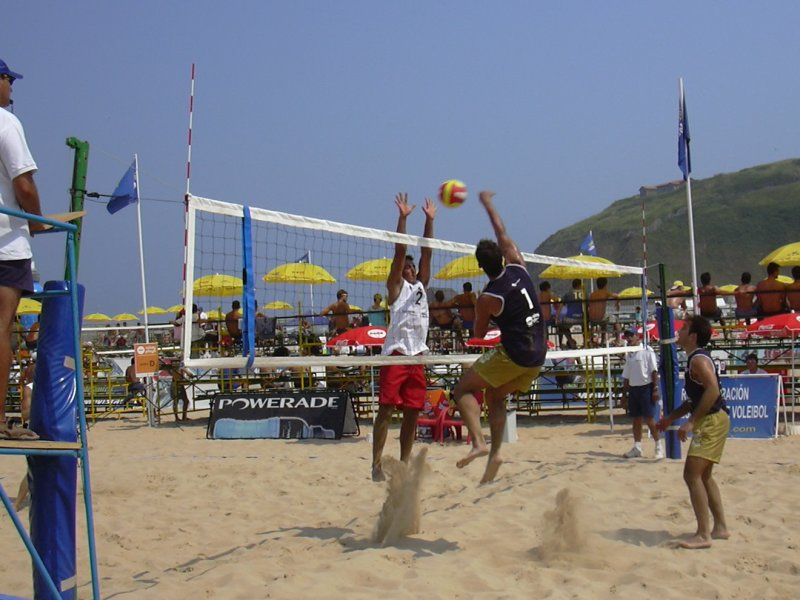
Imagen del Campeonato de España de 2004, celebrado en Laredo.

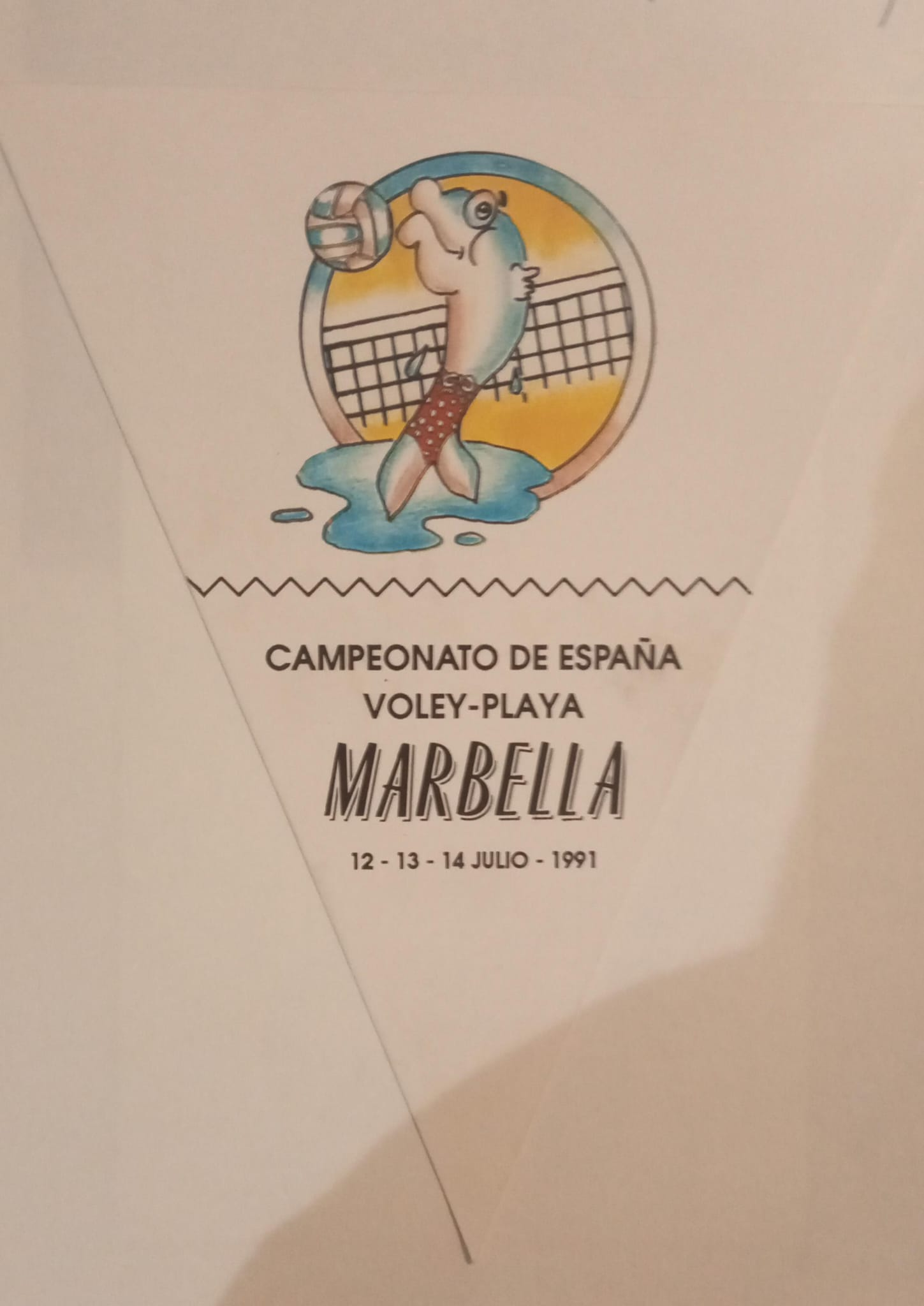
Folleto del I Campeonato de España celebrado en Marbella en 1991.

| Edición | Año  | Sede                              | Fecha                                   | Campeón masculino                   | Campeón femenino                    |
| ------- | ---- | --------------------------------- | --------------------------------------- | ----------------------------------- | ----------------------------------- |
| I       | 1991 |                                   |                                         | Sixto Jiménez Benjamín Vicedo       | Cecilia Ahumada Mª Ángeles González |
| II      | 1992 |                                   |                                         | Javier Bosma Antonio Alemany        | Lilliana Díaz Mónica del Prado      |
| III     | 1993 |                                   |                                         | Javier Bosma Manuel Berenguel       | no se celebró                       |
| IV      | 1994 |                                   |                                         | Fabio Díez Genildo Da Silva         | Isabel Rivas Eugenia Sánchez        |
| V       | 1995 |                                   |                                         | Manuel Berenguel Sead Omeragic      | Sonia Alonso María Yuste            |
| VI      | 1996 |                                   |                                         | Fabio Díez Genildo Da Silva         | Marina Dubinina Angélica Gómez      |
| VII     | 1997 |                                   |                                         | Sixto Jiménez Sead Omeragic         | Sonia Alonso Olena Zalyubovska      |
| VIII    | 1998 |                                   |                                         | Manuel Berenguel Genildo Da Silva   | Sonia Alonso Olena Zalyubovska      |
| IX      | 1999 |                                   |                                         | Manuel Berenguel Genildo Da Silva   | Sonia Alonso Olena Zalyubovska      |
| X       | 2000 |                                   |                                         | Manuel Carrasco Genildo Da Silva    | Esther Alcón Olga Matveeva          |
| XI      | 2001 |                                   |                                         | José Luis Lobato Juan Miguel Rosell | Esther Alcón Belkis Palacios        |
| XII     | 2002 |                                   |                                         | Jesús Ruiz Javier Luna              | Nadia Campisi Clara Lozano          |
| XIII    | 2003 |                                   |                                         | Álex Ortiz José Luis Lobato         | Nadia Campisi Clara Lozano          |
| XIV     | 2004 | Laredo (Cantabria)                |                                         | Jesús Ruiz Agustín Correa           | Nadia Campisi Clara Lozano          |
| XV      | 2005 | Benalmádena (Málaga)              | 27-29 de agosto de 2005                 | Jesús Ruiz Agustín Correa           | Ester Alcón Olga Matveeva           |
| XVI     | 2006 | Ayamonte (Huelva)                 | 26-28 de agosto de 2006                 | Genildo Da Silva Lluis Badosa       | Nuria Pla María Bonafont            |
| XVII    | 2007 | Laredo (Cantabria)                | 1-2 de septiembre de 2007               | Genildo Da Silva Lluis Badosa       | Ester Alcón Olga Matveeva           |
| XVIII   | 2008 | Murcia                            | 11-14 de septiembre de 2008             | Jesús Ruiz Manuel Carrasco          | Nadia Campisi Clara Lozano          |
| XIX     | 2009 | La Manga (Murcia)                 | 4-6 de septiembre de 2009               | Adrián Gavira Pablo Herrera         | Liliana Fernández Elsa Baquerizo    |
| XX      | 2010 | Murcia                            | 3-5 de septiembre de 2010               | Adrián Gavira Pablo Herrera         | Liliana Fernández Elsa Baquerizo    |
| XXI     | 2011 | Salou (Tarragona)                 | 10-11 de septiembre de 2011             | Adrián Gavira Pablo Herrera         | Liliana Fernández Elsa Baquerizo    |
| XXII    | 2012 | Laredo (Cantabria)                | 7-9 de septiembre de 2012               | Francisco Tomás César Menéndez      | Liliana Fernández Elsa Baquerizo    |
| XXIII   | 2013 | Reserva del Higuerón (Fuengirola) | 20-22 de septiembre de 2013             | Fran Marco Christian García         | Liliana Fernández Elsa Baquerizo    |
| XXIV    | 2014 | Reserva del Higuerón (Fuengirola) | 29-31 de agosto de 2014                 | Adrián Gavira Pablo Herrera         | Liliana Fernández Elsa Baquerizo    |
| XXV     | 2015 | Reserva del Higuerón (Fuengirola) | 28-30 de agosto de 2015                 | Fran Marco Christian García         | Ángela Lobato Paula Soria           |
| XXVI    | 2016 | Reserva del Higuerón (Fuengirola) | 25-28 de agosto de 2016                 | Fran Marco Christian García         | Ángela Lobato Paula Soria           |
| XXVII   | 2017 | Reserva del Higuerón (Fuengirola) | 31 de agosto-3 de septiembre de 2017    | Adrián Gavira Pablo Herrera         | Elsa Baquerizo Paula Soria          |
| XXVIII  | 2018 | Reserva del Higuerón (Fuengirola) | 30 de agosto-2 de septiembre de 2018    | Adrián Gavira Pablo Herrera         | Belén Carro Paula Soria             |
| XXIX    | 2019 | Reserva del Higuerón (Fuengirola) | 29 de agosto-1 de septiembre de 2019    | Adrián Gavira Pablo Herrera         | Ángela Lobato Amaranta Fernández    |
| XXX     | 2020 | supendido                         | supendido                               | supendido                           | supendido                           |
| XXX     | 2021 | Reserva del Higuerón (Fuengirola) | 3 de septiembre-5 de septiembre de 2021 | Adrián Gavira Pablo Herrera         | Belén Carro Paula Soria             |
| XXXI    | 2022 | Reserva del Higuerón (Fuengirola) | 2 de septiembre-4 de septiembre de 2022 | Adrián Gavira Pablo Herrera         | Belén Carro Ángela Lobato           |

## Palmarés
| Jugador          | Títulos | Años                                                 |
| ---------------- | ------- | ---------------------------------------------------- |
| Pablo Herrera    | 9       | 2009, 2010, 2011, 2014, 2017, 2018, 2019, 2021, 2022 |
| Adrián Gavira    | 9       | 2009, 2010, 2011, 2014, 2017, 2018, 2019, 2021, 2022 |
| Genildo Da Silva | 7       | 1994, 1996, 1998, 1999, 2000, 2006, 2007             |
| Manuel Berenguel | 4       | 1993, 1995, 1998, 1999                               |
| Jesús Ruiz       | 4       | 2002, 2004, 2005, 2008                               |
| Fran Marco       | 3       | 2013, 2015, 2016                                     |
| Christian García | 3       | 2013, 2015, 2016                                     |
| Javier Bosma     | 2       | 1992, 1993                                           |
| Fabio Díez       | 2       | 1994, 1996                                           |
| Sixto Jiménez    | 2       | 1991, 1997                                           |
| Sead Omeragic    | 2       | 1995, 1997                                           |
| José Luis Lobato | 2       | 2001, 2003                                           |
| Lluis Badosa     | 2       | 2006, 2007                                           |
| Manuel Carrasco  | 2       | 2000, 2008                                           |

| Jugador           | Títulos | Años                                     |
| ----------------- | ------- | ---------------------------------------- |
| Elsa Baquerizo    | 7       | 2009, 2010, 2011, 2012, 2013, 2014, 2017 |
| Liliana Fernández | 6       | 2009, 2010, 2011, 2012, 2013, 2014       |
| Paula Soria       | 5       | 2015, 2016, 2017, 2018, 2021             |
| Clara Lozano      | 4       | 2002, 2003, 2004, 2008                   |
| Nadia Campisi     | 4       | 2002, 2003, 2004, 2008                   |
| Sonia Alonso      | 4       | 1995, 1997, 1998, 1999                   |
| Esther Alcón      | 4       | 2000, 2001, 2005, 2007                   |
| Ángela Lobato     | 4       | 2015, 2016, 2019, 2022                   |
| Olena Zalyubovska | 3       | 1997, 1998, 1999                         |
| Olga Matveeva     | 3       | 2000, 2005, 2007                         |

## Patrocinios
- Mikasa - Balón oficial de las competiciones de Vóley Playa;
- John Smith - Proveedor oficial ropa Vóley Playa;
- Incusa - Proveedor recomendado arena pistas de Vóley Playa;